# Morne Moustique
Morne Moustique är ett berg i Guadeloupe (Frankrike). Det ligger i den sydvästra delen av Guadeloupe, 14 km norr om huvudstaden Basse-Terre. Toppen på Morne Moustique är 1 100 meter över havet, eller 108 meter över den omgivande terrängen. Bredden vid basen är 1,6 km. Morne Moustique ingår i Les Mamelles.
Terrängen runt Morne Moustique är huvudsakligen kuperad, men åt sydväst är den bergig. Runt Morne Moustique är det ganska tätbefolkat, med 192 invånare per kvadratkilometer. Närmaste större samhälle är Baie-Mahault, 19,7 km nordost om Morne Moustique. I omgivningarna runt Morne Moustique växer i huvudsak städsegrön lövskog.